# Диверсант (фильм, 1942)
«Диверсант» (англ. Saboteur) — шпионский триллер режиссёра Альфреда Хичкока, вышедший на экраны в 1942 году.

## Сюжет
Барри Кейна, простого рабочего авиазавода, ошибочно обвиняют в диверсии во время Второй мировой войны. На заводе происходит возгорание, гибнет близкий друг главного героя. Ему приходится доказывать свою невиновность и искать настоящих диверсантов. Кейн становится беглецом и ищет другого работника авиазавода по имени Фрай. Узнав настоящее имя диверсанта и его адрес, Барри едет через полстраны к нему. По дороге его успевает схватить полиция, но ему удается сбежать. Главный герой встречает слепого, который просит свою племянницу Пэт присмотреть за «преступником».

## В ролях
- Роберт Каммингс — Барри Кейн
- Присцилла Лейн — Пэт Мартин
- Отто Крюгер — Тобин
- Алан Бакстер — Фримен
- Клем Беванс — Нейлсон
- Норман Ллойд — Фрай
- Альма Крюгер — миссис Генриетта Саттон
- Чарльз Хэлтон — шериф (в титрах не указан)

## Факты
- В качестве корабля, затопленного диверсантами, в фильме можно видеть настоящее судно — лайнер «Нормандия», погибший по трагической случайности 9 февраля 1942 года в гавани Нью-Йорка. Его гибель сопровождалась многочисленными слухами о диверсии. Данный пассаж очень раздражал представителей Флота, видевших в нем упрек в халатности, и эпизод был убран из первоначальной версии, но возвращен в 1948 году при повторном релизе.